# Refugi de Góriz
El refugi de Góriz es troba a 2.160 m al Parc Nacional d'Ordesa i Mont Perdut. És un refugi de muntanya guardat amb capacitat per 72 persones. Disposa de flassades, matalassos, aigua, lloc per cuinar, lavabos i dutxes.

## Història
El primer impuls per a la construcció del refugi de Góriz va sorgir de Madrid a través de la Sociedad de Montañeros de Peñalara. El primer refugi construït tenia 15 places i l'atenia un vell pastor de Fanlo, que responia al nom del "señor Ramón", fins que fou destruït per una allau. Posteriorment, el qui fou president de la Federació Espanyola d'Esports de Muntanya i Escalada, Julián Delgado Ubeda, va proposar la construcció del refugi actual l'any 1961, inaugurant-se finalment el 1963. Els camps del voltant del refugi segueixen sent pasturats pels ramats de Fanlo i Buisan.

## Activitats
Des del refugi de Góriz es poden dur a terme diverses activitats, com senderisme seguint el sender de llarg recorregut GR 11 així com travesses al Canyó d'Añisclo, Gruta de Casteret, refugi de la Bretxa de Rotllan per la Bretxa de Rotllan, al Refugi de Pineta per Marboré, al circ de Gavarnia, etc. També ascensions mítiques dels tresmils de la zona, com el Mont Perdut (3.355m), el Cilindre de Marboré (3.335m) o el pic de Marboré (3.248m), Torre i Casco de Marboré, Soum de Ramond, Punta de las Olas, Picos de la Cascada, Punta Tobacor, Taillón, etc. A l'hivern es pot realitzar esquí de muntanya i alpinisme.